# Jaílma de Lima
Jaílma Sales de Lima (née le 31 décembre 1986 à Taperoá, Paraíba) est une athlète brésilienne, spécialiste du 400 m.
Elle devient championne d'Amérique du Sud à Lima en juin 2015 avec l'équipe du relais 4 x 400 m.